# Altable
Altable – gmina w Hiszpanii, w prowincji Burgos, w Kastylii i León, o powierzchni 8,22 km². W 2011 roku gmina liczyła 48 mieszkańców.